# PTT Pattaya Open 2012
PTT Pattaya Open 2012 — жіночий професійний тенісний турнір, що проходив на відкритих кортах з твердим покриттям. Це був 21-й за ліком Pattaya Women's Open. Належав до категорії International у рамках Туру WTA 2012. Відбувся в Dusit Thani Hotel у Паттайї (Таїланд). Тривав з 5 до 12 лютого 2012 року. Даніела Гантухова здобула титул в одиночному розряді.
Третя сіяна Даніела Гантухова виграла свій другий підряд титул на цьому турнірі й отримала 37 тис. доларів США.

## Фінальна частина

### Одиночний розряд
Даніела Гантухова —  Марія Кириленко, 6–7(4–7), 6–3, 6–3
- Для Гантухової це був 1-й титул в одиночному розряді за сезон і 5-й - за кар'єру.

### Парний розряд
Саня Мірза /  Анастасія Родіонова —  Чжань Хаоцін /  Чжань Юнжань, 3–6, 6–1, [10–8]

## Учасниці основної сітки в одиночному розряді

### Сіяні учасниці
| Країна     | Гравчиня           | Рейтинг1 | Сіяна |
| ---------- | ------------------ | -------- | ----- |
| Росія      | Віра Звонарьова    | 8        | 1     |
| Словаччина | Домініка Цібулкова | 16       | 2     |
| Словаччина | Даніела Гантухова  | 20       | 3     |
| Росія      | Марія Кириленко    | 26       | 4     |
| КНР        | Чжен Цзє           | 35       | 5     |
| Казахстан  | Галина Воскобоєва  | 46       | 6     |
| Румунія    | Сорана Кирстя      | 54       | 7     |
| США        | Ваня Кінґ          | 59       | 8     |

- 1 Рейтинг подано станом на 30 січня 2012

### Інші учасниці
Нижче наведено учасниць, які отримали вайлд-кард на участь в основній сітці:
- Ноппаван Летчівакарн
- Ніча Летпітаксінчай
- Нунгнадда Ваннасук

Нижче наведено гравчинь, які пробились в основну сітку через стадію кваліфікації:
- Chang Kai-Chen
- Сє Шувей
- Варатчая Вонгтінчай
- Чжоу Імяо

### Знялись
- Лора Робсон (травма поперекового відділу хребта)
- Галина Воскобоєва (хвороба)
- Віра Звонарьова (травма лівого кульшового суглобу)

## Учасниці основної сітки в парному розряді

### Сіяні пари
| Країна            | Гравчиня            | Країна            | Гравчиня            | Рейтинг1 | Сіяна |
| ----------------- | ------------------- | ----------------- | ------------------- | -------- | ----- |
| Індія             | Саня Мірза          | Австралія         | Анастасія Родіонова | 41       | 1     |
| Греція            | Елені Даніліду      | Таїланд           | Тамарін Танасугарн  | 135      | 2     |
| Узбекистан        | Акгуль Аманмурадова | Японія            | Кіміко Дате         | 142      | 3     |
| Китайський Тайбей | Чжань Хаоцін        | Китайський Тайбей | Чжань Юнжань        | 147      | 4     |

- 1 Рейтинг подано станом на 30 січня 2012

### Знялись
- Kai-Chen Chang (хвороба)
- Енн Кеотавонг (хвороба)
- Тамарін Танасугарн (тяжка хвороба)